# Processzorkártya

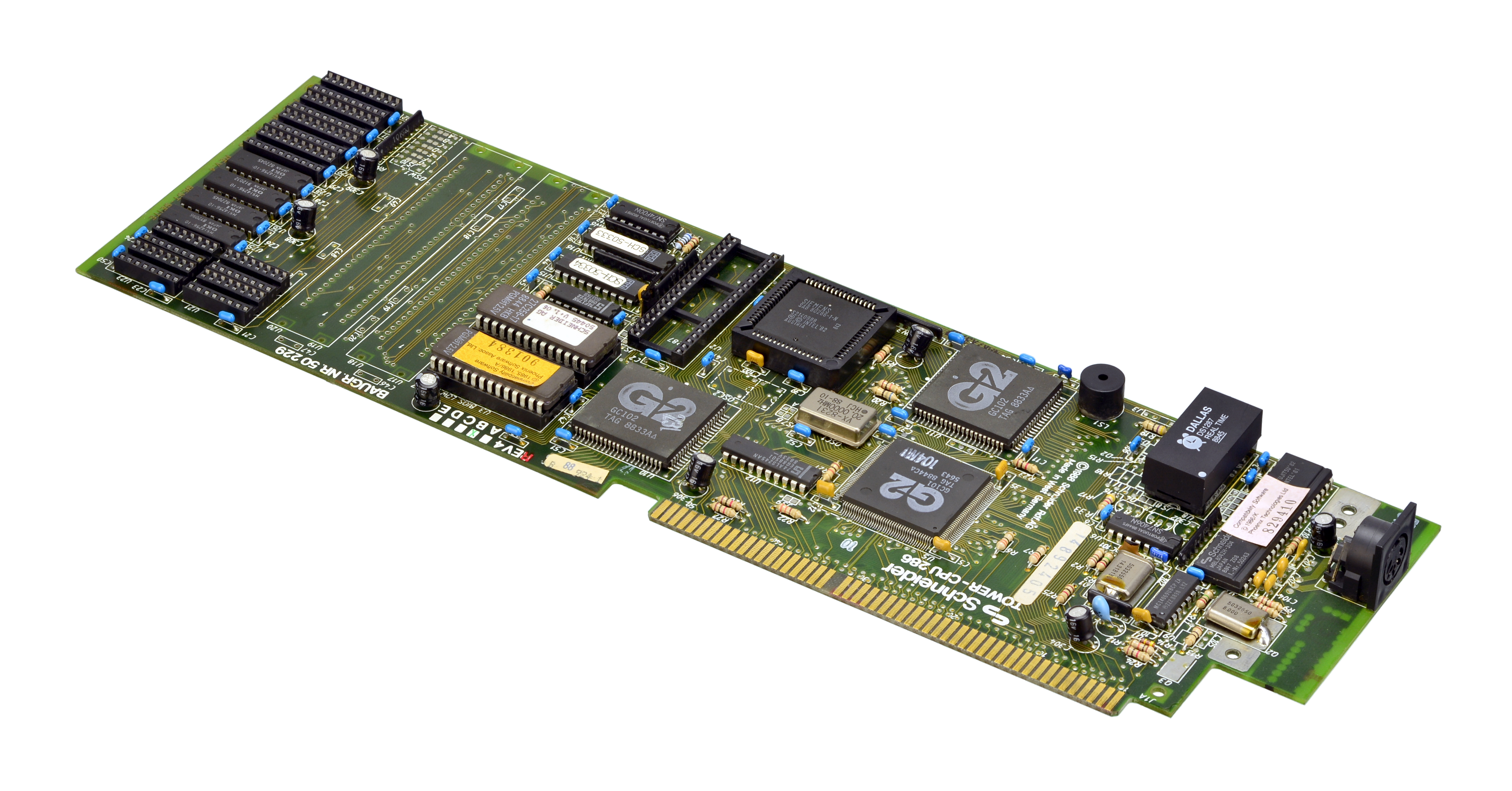
Schneider processzorkártya 1988-ból

A processzorkártya (angol megnevezéssel: CPU card) egy nyomtatott áramköri lap, mely a számítógép központi egységét, a mikroprocesszort (CPU) tartalmazza. A kártyák sokfélék lehetnek az alkalmazott csatolófelület (busz), illetve az implementált egyéb funkciók szerint.

## Példák platformok szerint

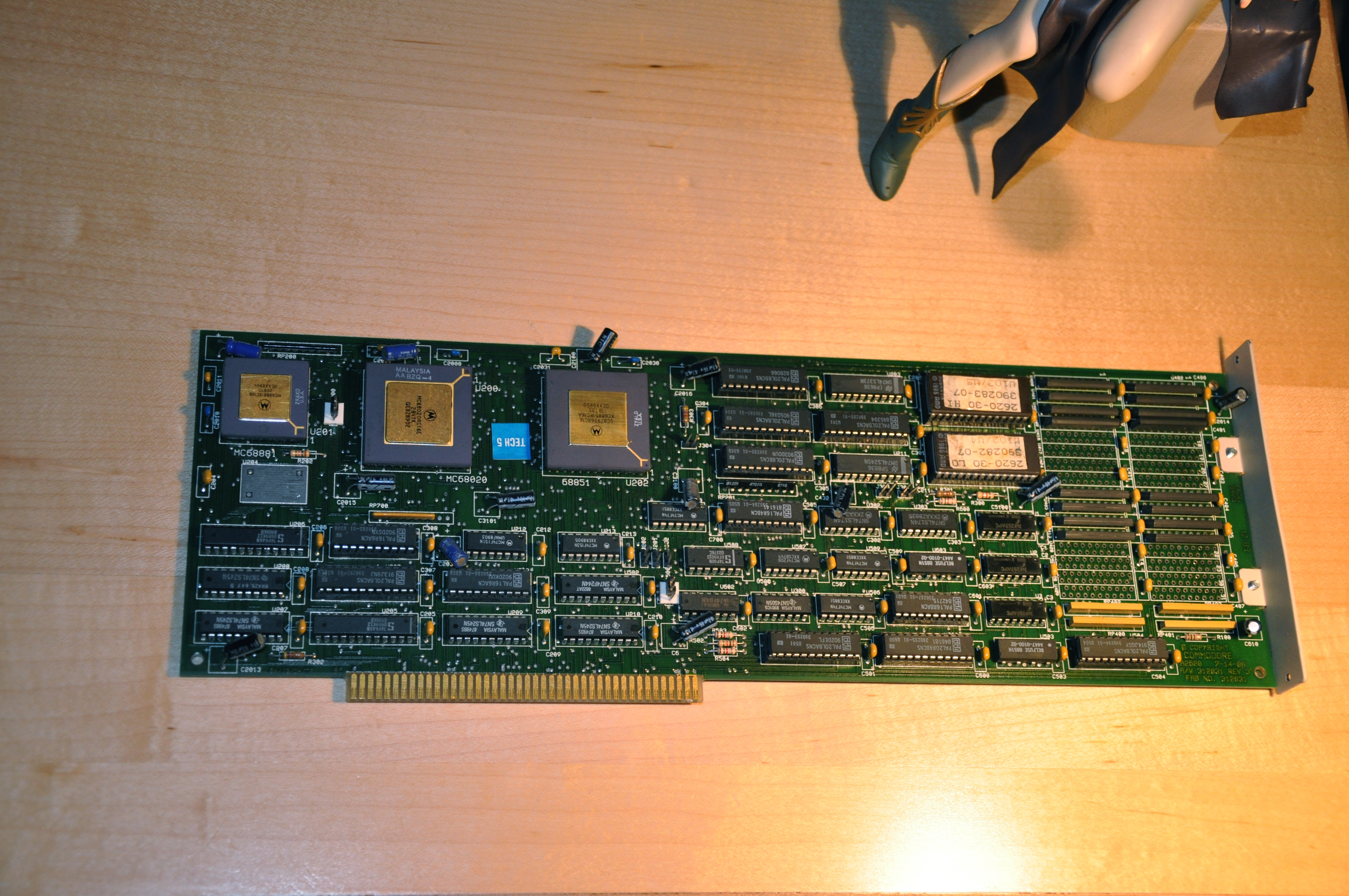
A2620 processzorkártya 14 MHz-es 68020 CPU-val

### Amiga
A Commodore által gyártott Amiga számítógépcsalád ún. "bigbox" modelljeiben kivétel nélkül található processzorkártya foglalat.
Az Amiga 2000 esetén a 86-tűs élcsatlakozóba teljes méretű, hátlapi kivezetéssel rendelkező processzorkártya is illeszthető. Az alaplapon foglalatozva van egy beültetett 7,09 MHz-es Motorola 68000 CPU, mely a processzorkártya behelyezése után inaktiválódik, de önmagában, processzorkártya nélkül is működőképessé teszi a számítógépet. A Commodore három kiadott cpu kártyája (A2620, A2630, A2631) mellett számos más hardvergyártó forgalmazott processzorkártyát ehhez a modellhez.

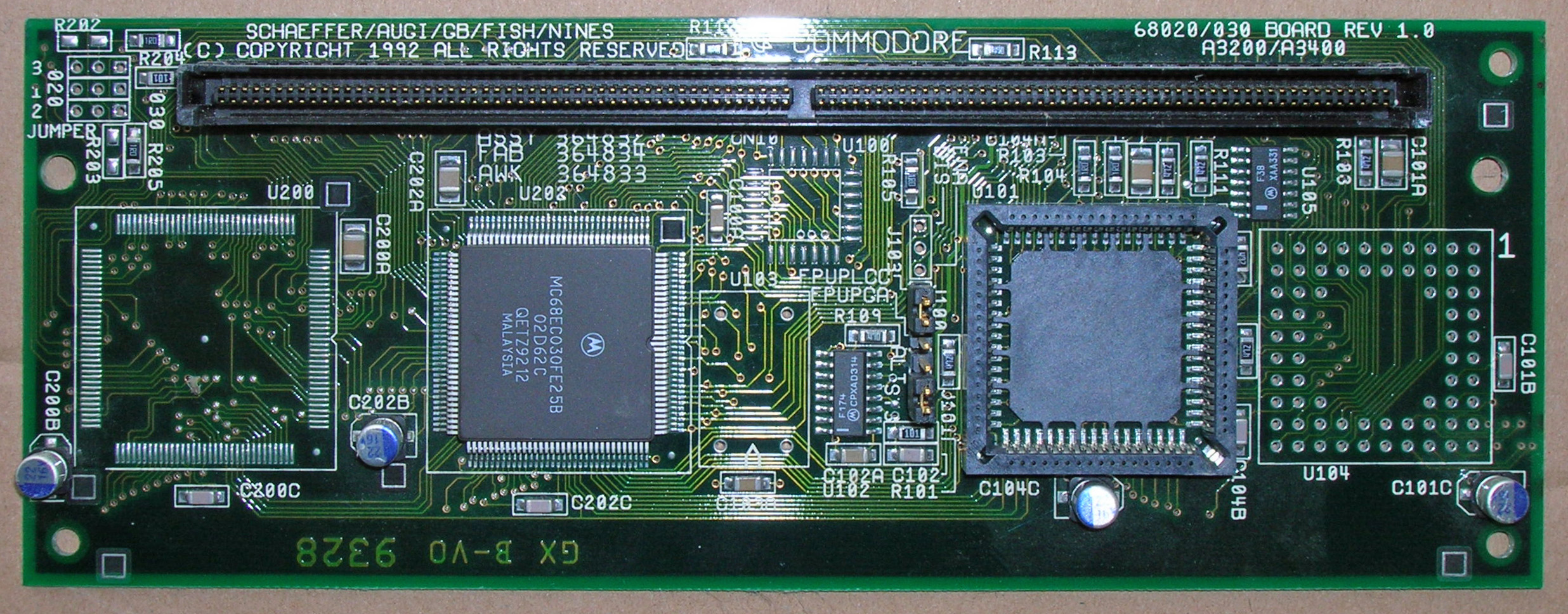
A3630 processzorkártya 68030 CPU-val

Az Amiga 3000 és Amiga 4000 processzorkártya foglalata (CPU SLOT) csereszabatos és kölcsönösen működnek bennük az ezzel a csatlakozóval szerelt ún. gyorsítókártyák. A Commodore által gyártott A3630 és A3640 kártyák közül az elsőt 25 MHz-es Motorola 68030 CPU-val gyártották és az Amiga 4000 desktop modelljeinek alapfelszereltségéhez tartozott, míg egy Amiga 3000-be upgrade-ként volt beszerezhető. A Motorola 68040 CPU-val szerelt A3640-es kártyák voltak a legnagyobb, torony elrendezésű A3000T-k és A4000T-k sztenderd processzorkártyái, valamint a desktop modellek is fejleszthetők voltak ezek beszerzésével. Egyéb hardvergyártók is készítettek processzorkártyákat a legnagyobb amigákhoz, melyek közül kiemelendő a Phase5 cég Cyberstorm PPC604e nevű processzorkártyája, mely kétprocesszoros kártya volt egy Motorola 68040 vagy 68060 processzorral és egy PowerPC 604e társprocesszorral. Ez a kártya további funkcióként 128MB fast ramot és egy SCSI-vezérlőt tartalmazott.

### IBM-kompatibilis PC

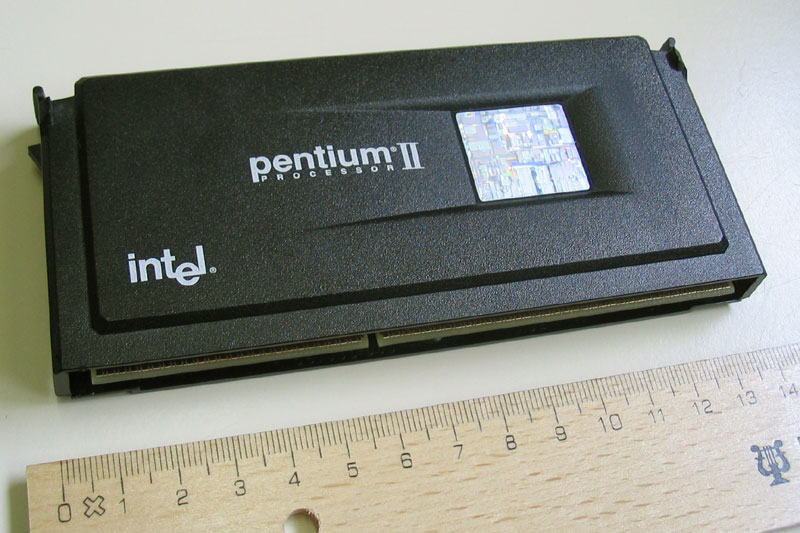
Pentium II processzorkártya gyári tokozásában

Az általános célú, kiskereskedelmi forgalomba került PC-k közül a leginkább az Intel Pentium II, illetve a korai Intel Pentium III processzorokat szerelték ún. Slot 1, illetve Slot 2 foglalatba illeszthető processzorkártyára. A Slot 1 foglalat 242-tűs volt, az alkalmazható busz frekvencia 60-tól 133MHz-ig terjedhetett, a processzor sebessége pedig jellemzően 266-450 MHz volt. Ezzel szemben az Pentium II Xeon és Pentium III Xeon processzorokhoz készült Slot 2 foglalat 330-tűs volt, a busz frekvencia 100 és 133 MHz lehetett és a kártyán lévő processzor sebessége 400 MHztől 1GHz-ig terjedhetett. A Slot 1-en belül több variáns is létezett, de mindnek az alapja a Single Edge Contact Cartridge (SECC) dizájn volt. Ez a tervezési mód lényegében azt jelentette, hogy egy kisméretű, élcsatlakozóval ellátott nyomtatott áramköri lapra került a processzor, illetve annak másodszintű (L2) cache memóriája. Az egész kapott egy műanyag tokot és így valóban úgy nézett ki, mint egy cartridge.

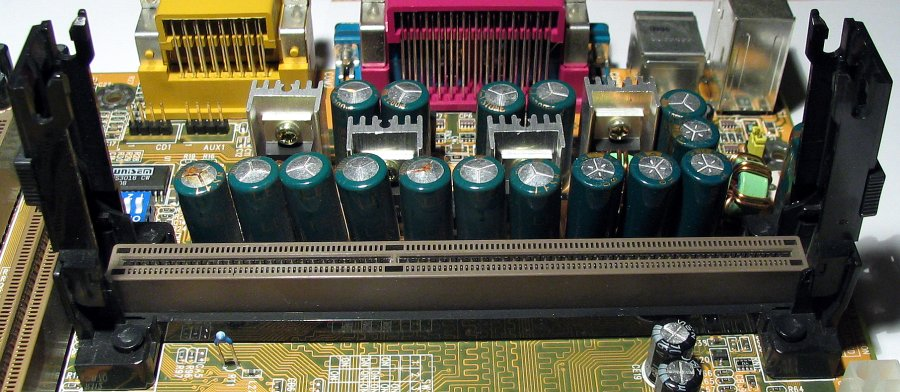
Slot A foglalat

A rivális gyártó, az AMD saját foglalattípust vezetett be akkortájt Slot A néven, melyet a sikeres korai Athlon processzorainál használtak. A képlet itt is hasonló volt, mint az Intelnél: CPU+L2 cache egy élcsatlakozós lapon és mindez műanyag tokozásban (SECC), hűtéssel ellátva. A buszfrekvencia 100-133 MHz volt itt is, míg 500 MHz-től 1GHz-ig terjedő sebességű Athlon processzorok használták.

### Macintosh

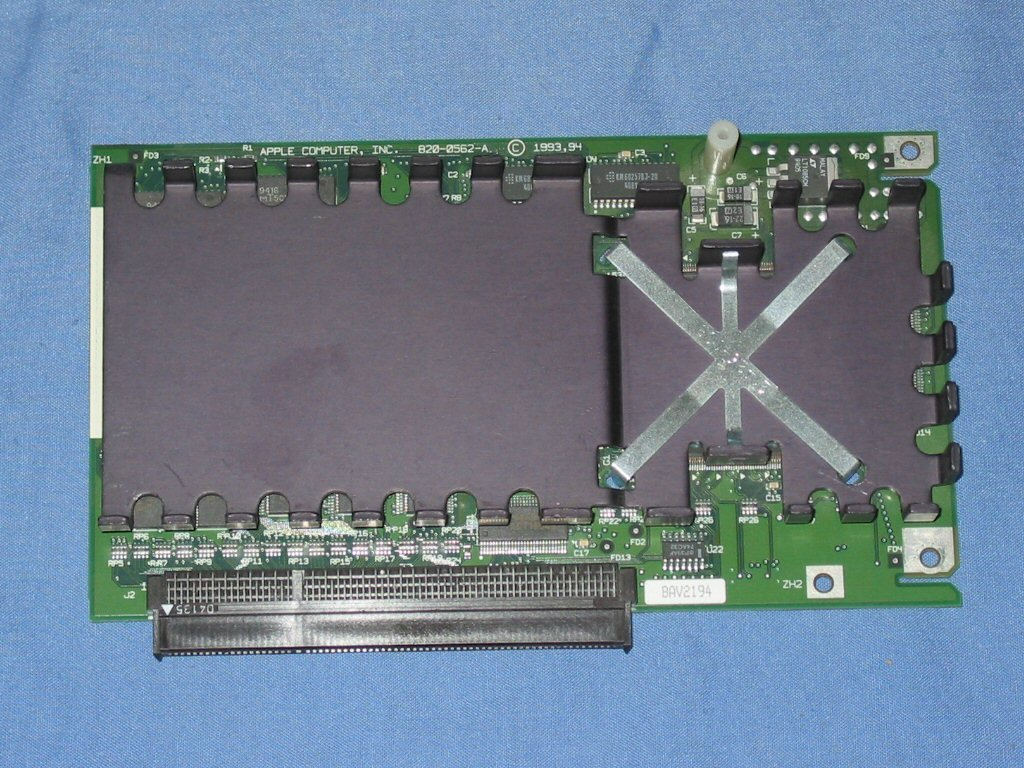
Power Macintosh Upgrade Card

Az Apple Computer már az első Macintosh modelljeibe (pl. Macintosh SE) is beépített "System Expansion" foglalatot, melybe az alaplapi 68000-es CPU-t kiiktatva gyorsabb processzort tartalmazó processzorkártyát lehetett behelyezni. Később már eleve processzorkártával árulták Macintosh SE/30 néven, mely már egy 68030-as processzort és memóriabővítést is tartalmazott.
A gyártó a Motorola 68000 processzorcsaládról PowerPC-re való átállást is processzorkártyákkal hidalta át, melyeket "Macintosh Processor Upgrade Card" (kódnév: STP) néven forgalmazott. A Macintosh LC, Quadra, illetve Performa modellekbe való processzorkártyák Processor Direct Slot (röviden: PDS) foglalatba illeszthető csatlakozóval és interfésszel rendelkeztek. A kártyán található egy PowerPC 601, mely dupla sebességet (50–66 MHz) és egy új architektúrát (Power Architektúra) kínált a korábbiakhoz képest.

### Egyéb alkalmazások

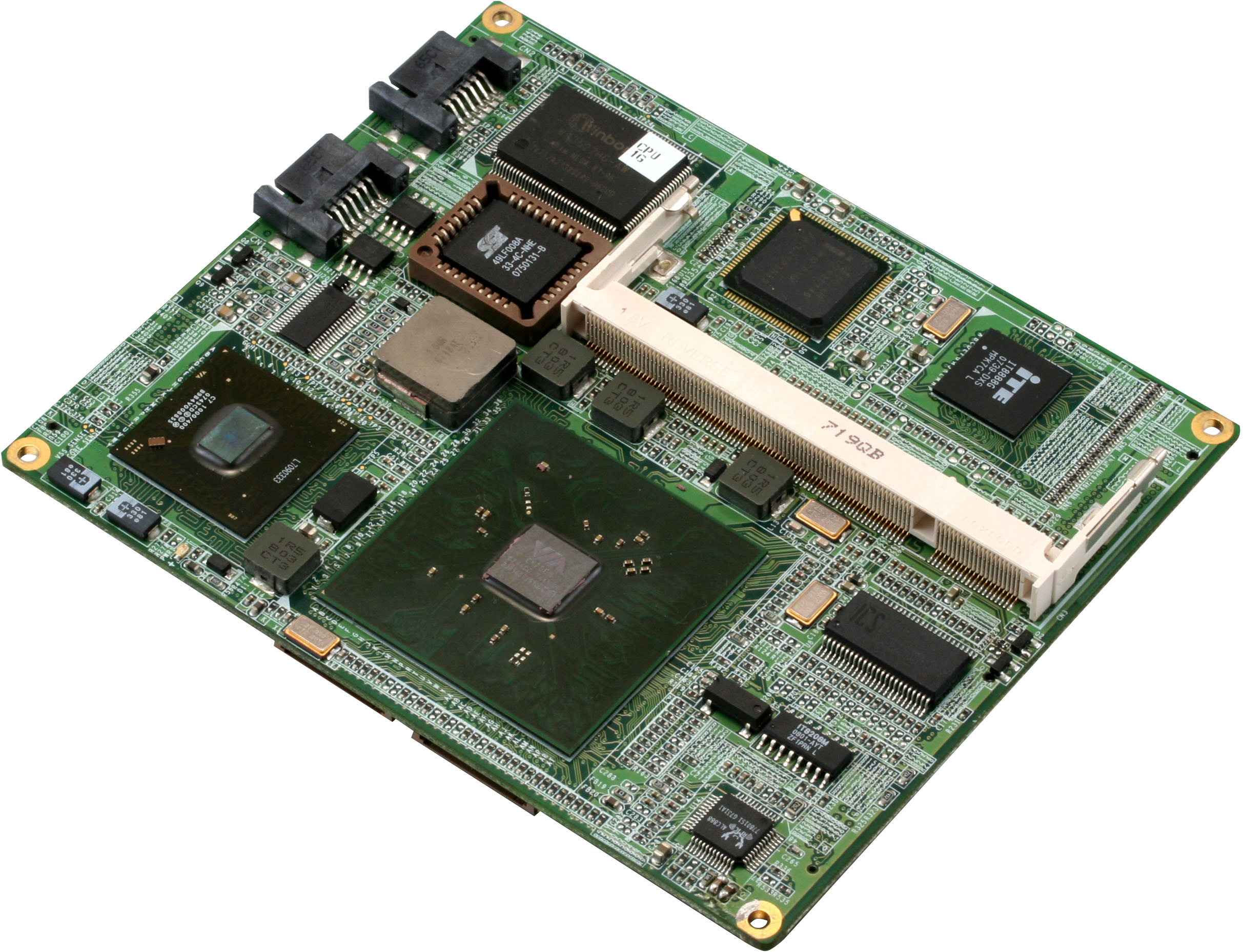
Tipikus ETX kártya

Ipari környezetben, jellemzően beágyazott rendszerekben alkalmaznak ún. ETX kártyákat, melyek cseréjével egyszerűen megvalósítható a rendszer teljesítménynövelése. Egy ETX kártya minden lényeges elemet tartalmaz, amely egy számítógép alapvető működéséhez kell, így CPU-t, FPU-t, memóriát, LAN-vezérlőt, I/O interfészt vagy SATA-vezérlőt stb. Végeredményben egyfajta egykártyás számítógép, komplett számítógép egy integrált modulon (Computer-on-module, COM), melynek csatlakoztatása megfelelő alaplapra vagy hordkártyára történik.